# Bộ Chính trị Ban Chấp hành Trung ương Đảng Cộng sản khóa IX (1920–1921)
Bộ Chính trị Ban Chấp hành Trung ương Đảng Cộng sản Nga khóa IX (1920-1921) được bầu tại Hội nghị Trung ương lần thứ nhất của Ban chấp hành Trung ương Đảng Cộng sản Nga (Bolsheviks) khóa IX được tổ chức ngày 5/4/1920.

## Ủy viên chính thức
| Tên (sinh – mất)               | Bắt đầu  | Kết thúc  | Thời gian |
| ------------------------------ | -------- | --------- | --------- |
| Lev Kamenev (1883–1936)        | 5/4/1920 | 16/3/1921 | 345 ngày  |
| Nikolay Krestinsky (1883–1938) | 5/4/1920 | 16/3/1921 | 345 ngày  |
| Vladimir Lenin (1870–1924)     | 5/4/1920 | 16/3/1921 | 345 ngày  |
| Joseph Stalin (1878–1953)      | 5/4/1920 | 16/3/1921 | 345 ngày  |
| Leon Trotsky (1879–1940)       | 5/4/1920 | 16/3/1921 | 345 ngày  |

## Ủy viên dự khuyết
| Tên (sinh – mất)              | Bắt đầu  | Kết thúc  | Thời gian |
| ----------------------------- | -------- | --------- | --------- |
| Nikolai Bukharin (1888–1938)  | 5/4/1920 | 16/3/1921 | 345 ngày  |
| Grigoriy Zinoviev (1883–1936) | 5/4/1920 | 16/3/1921 | 345 ngày  |
| Mikhail Kalinin (1875–1946)   | 5/4/1920 | 16/3/1921 | 345 ngày  |